# Giro del Canavese
Il Giro del Canavese era una corsa in linea maschile di ciclismo su strada riservata agli Under-23 che si svolgeva a Valperga, in Italia. Svoltosi dal 1992 al 2014, dal 2005 al 2008 fece parte del circuito UCI Europe Tour come gara di classe 1.2U.

## Albo d'oro
Aggiornato all'edizione 2008.
| Anno    | Vincitore           | Secondo                | Terzo               |
| ------- | ------------------- | ---------------------- | ------------------- |
| 1992    | Marco Serpellini    | Daniele Ferrario       | Oscar Pozzi         |
| 1993    | Emiliano Murtas     | Alessandro Baronti     | Alessandro Pozzi    |
| 1995    | Roberto Pistore     | Massimo Apollonio      | Marco Serpellini    |
| 1996    | Bruno Minniti       | Fabio Falcione         | Denis Lunghi        |
| 1997    | Stefano Panetta     | Paolo Ferronato        | Denis Lunghi        |
| 1998    | Luca Paolini        | Michele Gobbi          | Claudio Sirono      |
| 1999    | Jaŭhen Senjuskin    | Luca Paolini           | Volodymyr Hustov    |
| 2000    | Marius Sabaliauskas | Aleksandr Kolobnev     | Bradley Davidson    |
| 2001    | Aleksandr Kolobnev  | Manuele Mori           | Damiano Cunego      |
| 2002    | Ivan Ravaioli       | Enrico Franzoi         | Aleksandr Arekeev   |
| 2003    | Daniele Colli       | Andrij Hrivko          | Cristiano Fumagalli |
| 2004    | Matti Breschel      | Andreas Dietziker      | Mattia Parravicini  |
| 2005    | Oscar Gatto         | Steve Morabito         | Walter Proch        |
| 2006    | Francesco Gavazzi   | Cristiano Fumagalli    | Danilo Wyss         |
| 2007    | Marco Frapporti     | Angelo Pagani          | Pawel Cieslik       |
| 2008    | Simone Ponzi        | Ben Swift              | Angelo Pagani       |
| 2009    | non disputato       | non disputato          | non disputato       |
| 2010    | Sonny Colbrelli     | Christian Delle Stelle | Alfio Locatelli     |
| 2011-12 | non disputato       | non disputato          | non disputato       |
| 2013    | Francesco Rosa      | Andrea Meggiorini      | Marco Chianese      |
| 2014    | Edward Ravasi       | Marco Tizza            | Davide Gabburo      |